# Colin Fox
Pour les articles homonymes, voir Fox.
Pour l'acteur canadien, voir Colin Fox (acteur).
Colin Fox (né le 17 juin 1959) est le porte-parole du Scottish Socialist Party depuis le début de 2005. Il a été député au Parlement écossais.
Il vit à Édimbourg, avec sa femme et leurs deux enfants.
En 2006, il accepte de témoigner contre le dirigeant historique du SSP, Tommy Sheridan, dévoilant les débats internes de l'organisation devant la justice britannique. Tommy Sheridan gagne néanmoins son procès, quitte le SSP et crée un nouveau parti en septembre 2006 : Solidarité (Mouvement socialiste d'Écosse). Colin Fox choisit de rester avec la minorité au sein du SSP.